# Józefina (Sainte-Croix)
Pour les articles homonymes, voir Józefina.
Józefina est une localité polonaise de la gmina de Łopuszno, située dans le powiat de Kielce en voïvodie de Sainte-Croix.